# Wojna polsko-turecka (1485–1503)

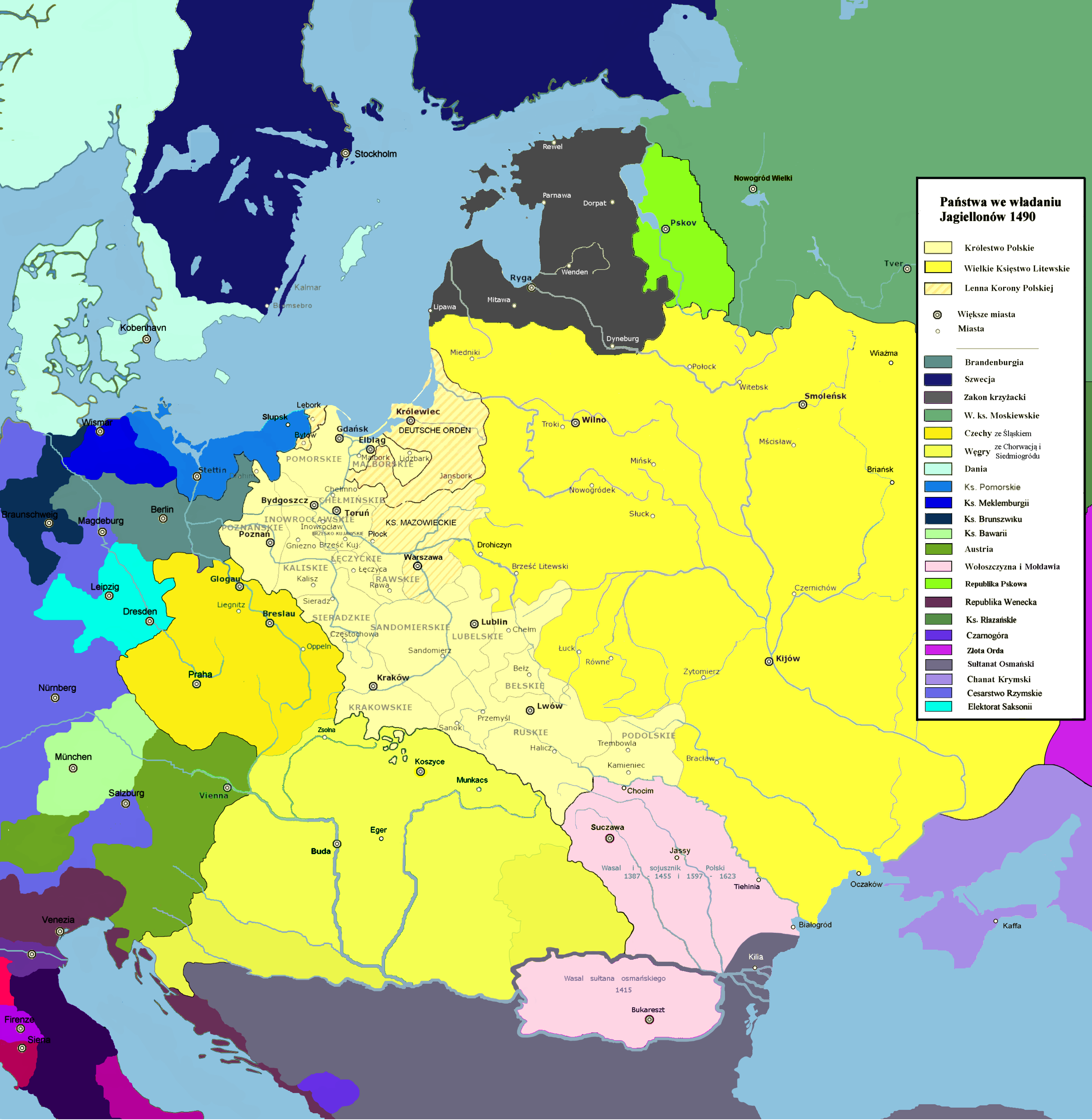
Państwa we władaniu dynastii Jagiellonów w 1490

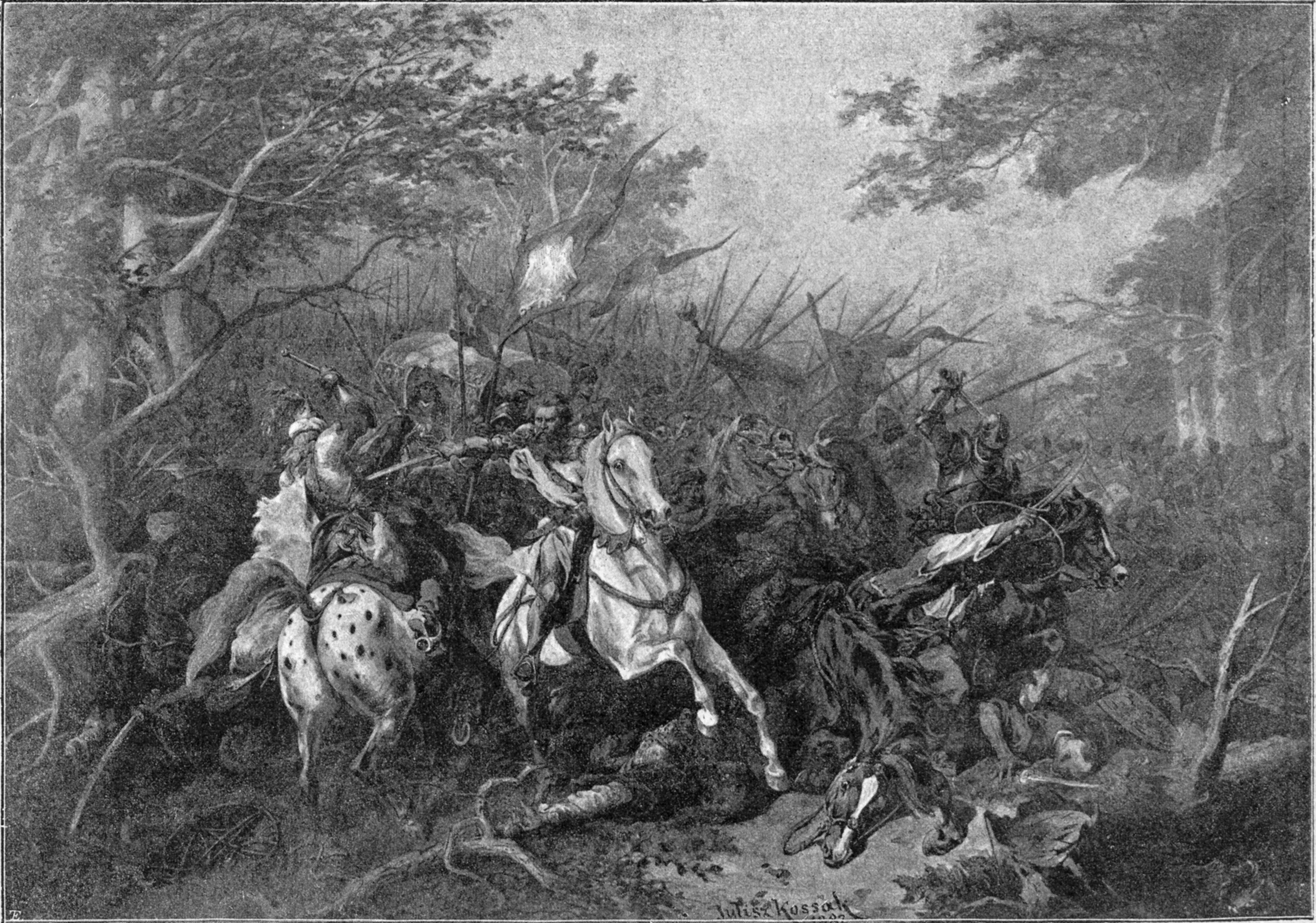
Jan Fredro ratuje króla Jana Olbrachta na Bukowinie, dzieło Juliusza Kossaka

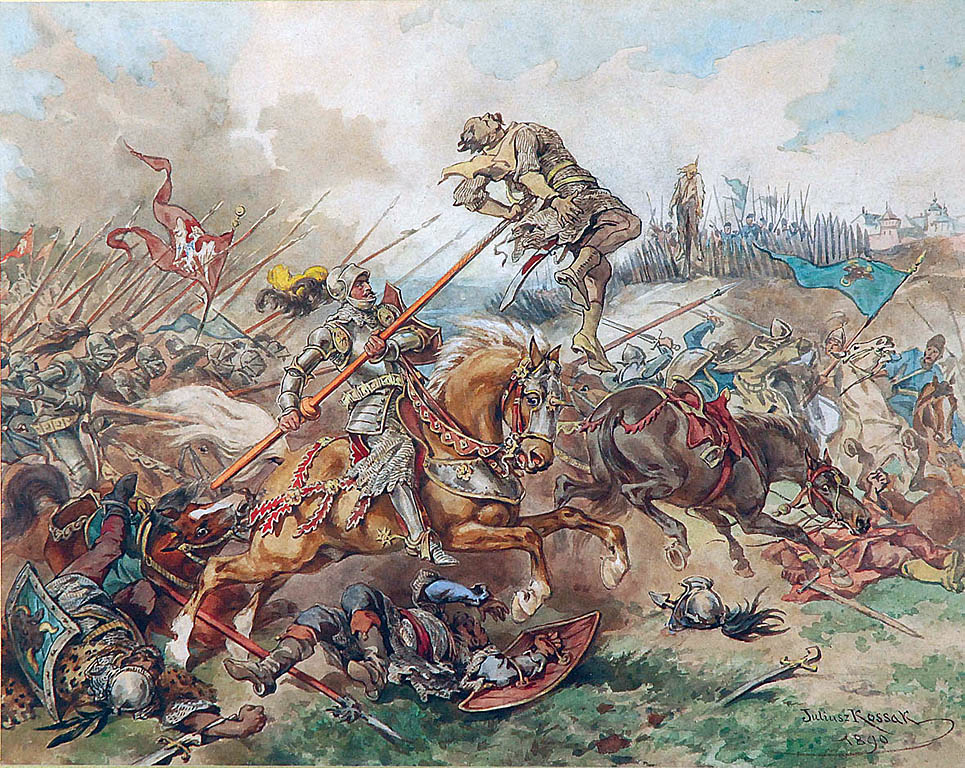
Cherubin Gniewosz w bitwie pod Suczawą w 1497, akwarela Juliusza Kossaka

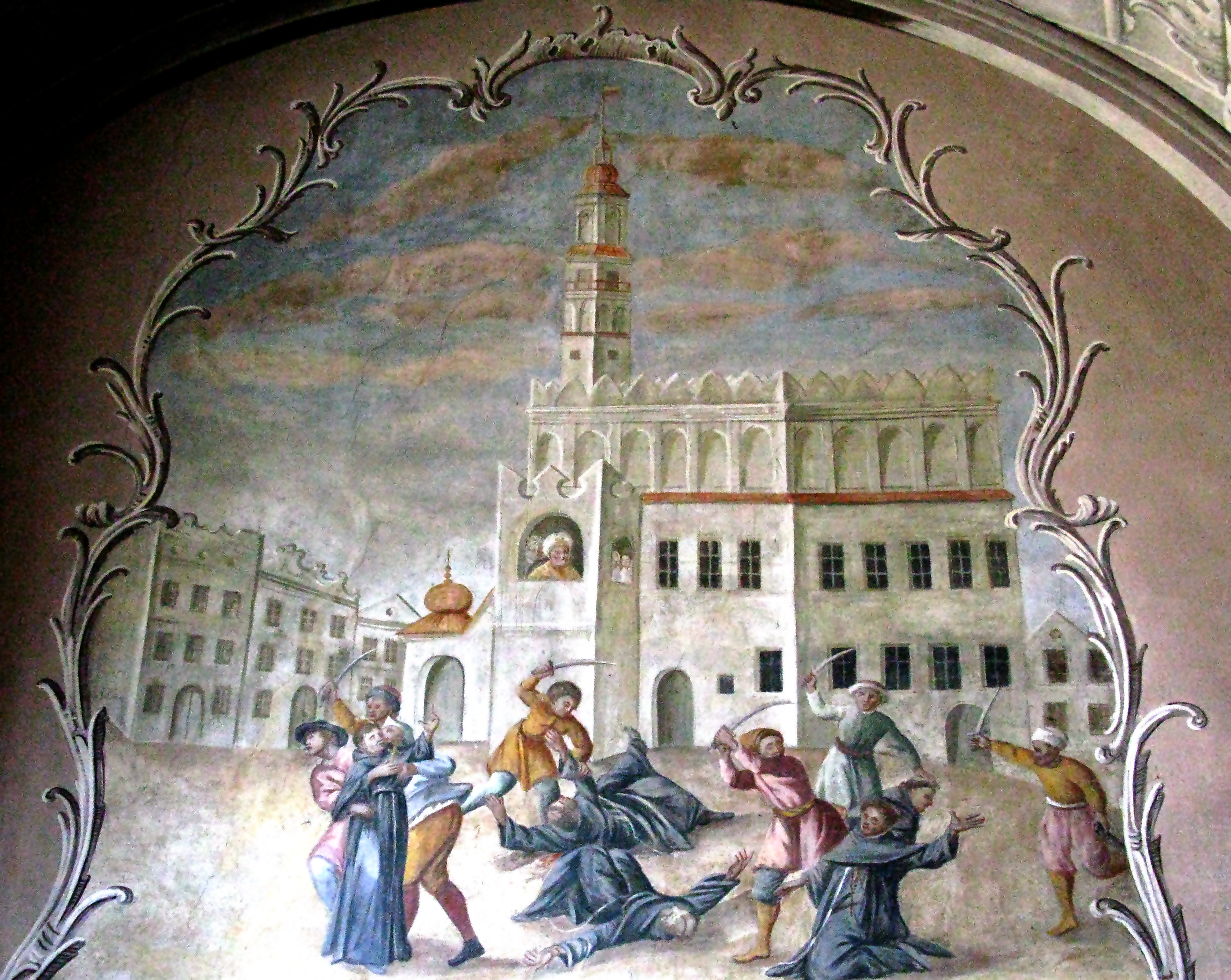
Atak Stefana III na Przemyśl w 1498

Wojna polsko-turecka 1485-1503 – konflikt pomiędzy Królestwem Polskim, posiłkowanym przez Wielkie Księstwo Litewskie, Księstwo Mazowieckie i zakon krzyżacki, a Imperium Osmańskim posiłkowanym przez Chanat Krymski, Hospodarstwo Mołdawskie i Hospodarstwo Wołoskie. Formalnie trwał kilkanaście lat, był jednak przerywany kilkuletnimi rozejmami i okresami wolnymi od bezpośrednich działań wojennych. Jego kulminacją była – zakończona klęską wojsk polskich – wyprawa króla Jana Olbrachta na Mołdawię (1497).
Hospodarstwo Mołdawskie, pozostające formalnie w stosunku lennym do Korony Królestwa Polskiego, stanowiło w XV wieku teren ścierania się wpływów Imperium Osmańskiego, Węgier, Chanatu Krymskiego, intryg Wielkiego Księstwa Moskiewskiego. Po zdobyciu Konstantynopola w 1453 Porta Osmańska rozpoczęła ekspansję w kierunku dolnego Dunaju, zagrażając tym samym polskiemu stanowi posiadania.

## Wybuch
W 1484 Turcy zajęli mołdawskie porty czarnomorskie Kilię i Białogród klucz i bramę do wszystkiej ziemi polskiej, ruskiej i tatarskiej, podcinając tym samym podstawy polskiego handlu wschodniego idącego przez Lwów. Zmusiło to hospodara mołdawskiego Stefana III do złożenia hołdu lennego Kazimierzowi IV Jagiellończykowi w Kołomyi 15 września 1485. Król obiecał m.in. pomoc w przywróceniu Stefana na tron mołdawski. Zebrane dość liczne polskie pospolite ruszenie zawróciło jednak wraz z królem do kraju. Stefan uzyskał pomoc kilku tysięcy polskich wojsk zaciężnych pod wodzą Jana Karnkowskiego, z pomocą których pobił Turków w listopadzie 1485. Wyprawa królewicza Jana Olbrachta, przygotowywana przeciw Turkom w 1487, zmuszona została do zwrócenia się przeciwko Tatarom zawołżańskim, których Imperium Osmańskie pchnęło przeciwko Polsce. Olbracht pobił ich 8 września 1487 w bitwie pod Kopystrzyniem na Podolu. 25 stycznia 1491 Mikołaj z Chodcza i Semen Jurewicz Holszański pobili ich w bitwie pod Zasławiem.
23 marca 1489 zawarto dwuletni rozejm z sułtanem Bajazydem II, który zapewnił poddanym króla wolny handel w swoim państwie.

## Wyprawa bukowińska – konflikt z Hospodarstwem Mołdawskim
W 1494 król Jan I Olbracht rozpoczął przygotowania wojenne (w dalszym ciągu zdarzeń okazało się, że skierowały się one ku Hospodarstwu Mołdawskiemu, a nie Osmanom) pomimo trzyletniego rozejmu zawartego z Osmanami 6 kwietnia tego roku. Stefan III przyrzekł pomoc zbrojną z chwilą, gdy wojska polskie zbliżą się do zajętych portów czarnomorskich, które wcześniej były niemal bez ograniczeń udostępniane Rzeczypospolitej. Ostatecznie wyprawa ruszyła w roku 1497. Jej trzon stanowiła armia polska, posiłkowana przez oddział 400 Krzyżaków pod wodzą wielkiego mistrza Johanna von Tieffena i 600-osobowy oddział mazowiecki. Większość sił polskich stanowiło pospolite ruszenie, Olbracht zgromadził jednak także doborowe wojsko zaciężne, około 200 dział, w tym dwie olbrzymie armaty burzące. Siły te szacowano na ok. 40 tysięcy ludzi.
Pospolite ruszenie zwołano na 21 maja 1497, 25 lipca na Podolu przeprowadzono generalny przegląd sił, które w drugim tygodniu sierpnia przerzucono przez Dniestr. Po wkroczeniu wojsk polskich do Hospodarstwa Mołdawskiego, Stefan III wypowiedział zobowiązania sojusznicze i opowiedział się po stronie Imperium Osmańskiego. 24 września 1497 wojska Olbrachta rozpoczęły bezskuteczne oblężenie Suczawy. Zawarto rozejm za pośrednictwem króla Węgier Władysława II Jagiellończyka, który uznając Stefana za swojego lennika, zarzucił Olbrachtowi, że pragnie osadzić na mołdawskim tronie hospodarskim królewicza Zygmunta. 19 października wojska króla polskiego rozpoczęły odwrót. 26 października wycofujące się oddziały zaatakowane zostały pod Koźminem, w lasach Bukowiny, należącej wtedy do Hospodarstwa Mołdawskiego, tuż przy ówczesnej granicy z Królestwem Polskim.
Na pomoc armii polskiej przybyły wojska litewskie, złożone z żołnierzy nadwornych Aleksandra Jagiellończyka, dowodzone przez marszałka hospodarskiego Stanisława Kiszkę.
Trwający wtedy już od ponad wieku sojusz z lennikiem Polski, Hospodarstwem Mołdawskim (zobacz: Historia Mołdawii), został wówczas zarzucony.

## Wyprawy odwetowe
Nieudane przedsięwzięcie ściągnęło w 1498 na państwo polsko-litewskie odwetową wyprawę wojsk tureckich paszy Sylistrii Bali beja, wspieranych przez oddziały mołdawskie. Siły osmańskie przeprawiły się przez Dniestr, spustoszyły Ruś Czerwoną, docierając zagonami do Sanoka i Przeworska, porywając ok. 100 tysięcy jasyru. W lecie Tatarzy uderzyli na Podole i Wołyń, uchodząc bezkarnie z łupami. Jesienią do Sambora dotarł drugi najazd turecki.

## Rozejm
13 lipca 1498 w Krakowie Olbracht zawarł traktat z Węgrami, w którym strony zagwarantowały sobie prowadzenie wojny i zawieranie pokoju z Osmanami tylko za obopólnym porozumieniem. 15 kwietnia 1499 przyjął jego postanowienia Stefan III. 9 października 1503 król Aleksander Jagiellończyk zawarł pięcioletni rozejm z sułtanem Bajazydem II.